# François-Régis de Martrin-Donos

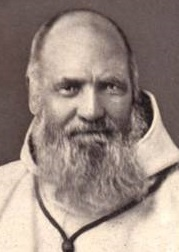
Abt François-Régis de Martrin-Donos (ca. 1870)

François-Régis de Martrin-Donos OCR (* 13. Oktober 1808 in Valence; † 13. Mai 1880 in Montbeton) war ein französischer Trappist.

## Leben
De Martrin-Donos war ursprünglich Weltpriester. 1841 trat er in die Trappistenabtei Aiguebelle ein, wo er 1842 die Profess ablegte und später Novizenmeister wurde. 1843 wurde er als Leiter der Neugründung Staouëli nach Algerien (zwanzig Kilometer westlich von Algier) gesandt, wo der Orden mit Unterstützung des Militärgouverneurs Bugeaud einen neuen Konvent errichtete. 1846 wurde Dom François-Régis dort zum Abt gewählt. Nach der Resignation 1854 kehrte er nach Frankreich zurück und ging als Generalprokurator der Trappisten beim Heiligen Stuhl nach Rom. 1879 legte sein Amt krankheitsbedingt nieder und starb im folgenden Jahr auf dem Château einer Verwandten in Montbeton. Seine sterblichen Überreste wurden nach Staouëli gebracht und dort beigesetzt.